# Letafors bruk
Letafors bruk i Letafors i Torsby kommun i Värmland fick privilegier för järntillverkning under 1700-talet. År 1815 fick det tillstånd att anlägga en stålugn, som var i verksamhet in på 1850-talet. Bruksdriften lades ned 1871.